# 4-я Московская стрелковая дивизия

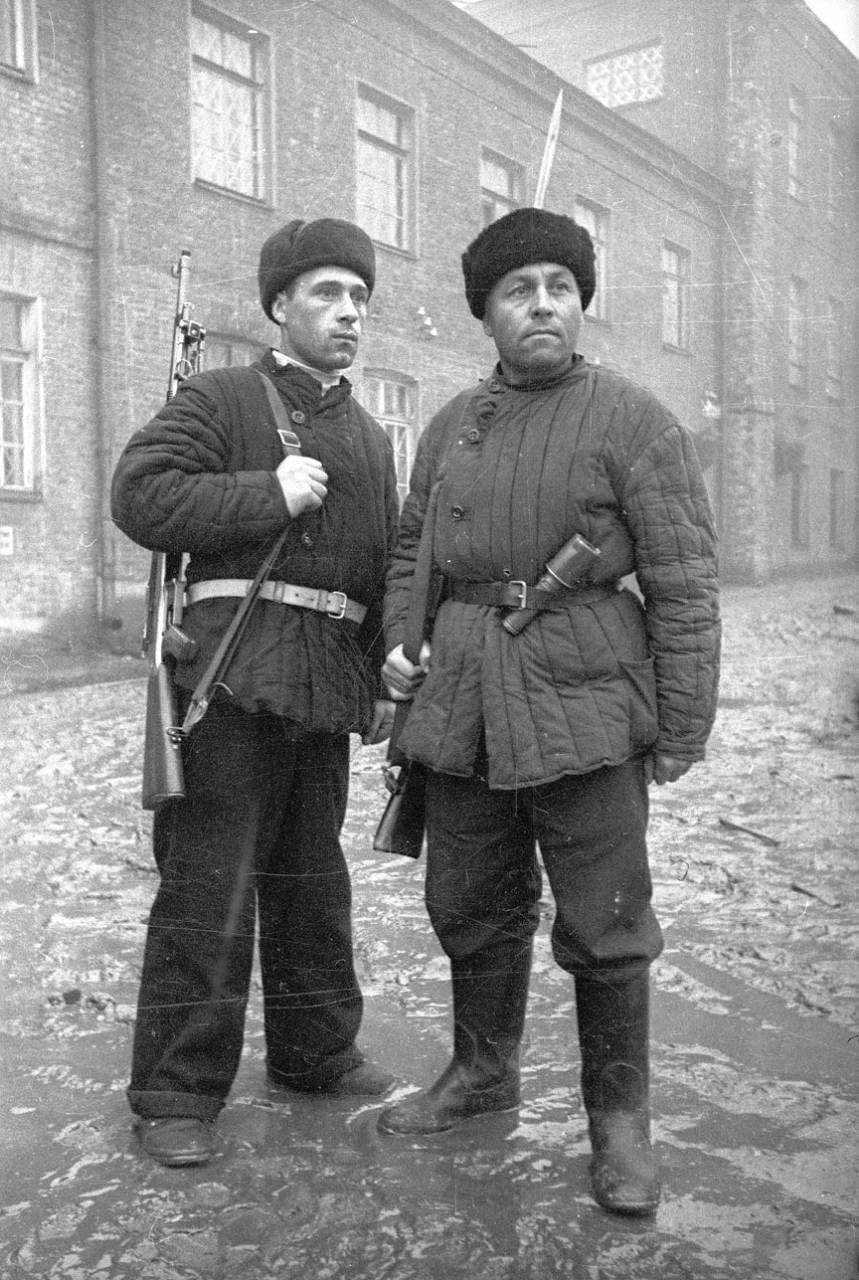
Ополченцы

4-я московская стрелковая дивизия — воинское соединение (стрелковая дивизия) РККА ВС СССР в Великой Отечественной войне, действовавшее в период с октября 1941 по январь 1942 года.

## История дивизии
4-я Московская стрелковая дивизия сформирована с 17 по 24.10.1941 года по адресу Кутузовский проезд, 6 из истребительных батальонов Таганского, Бауманского, Советского, Москворецкого, Измайловского, Молотовского, Киевского, Краснопресненского, Куйбышевского, Калининского, Ленинского и Фрунзенского районов Москвы на основании постановления ГКО № 10, от 04 июля 1941 года.
Полки, занимающие 2-й боевой участок обороны Москвы (магистраль Москва - Минск, Хорошёвское шоссе), были сведены в 1-ю Бригаду московских рабочих, которая вскоре была переформирована в 4-ю Московскую стрелковую дивизию.
Входила в состав Московской зоны обороны и со второй половины октября 1941 года занимала оборону на ближних подступах к Москве на рубеже Хорошёво — Фили — Кунцево — Сетунь — Татарово — Троицкое-Голенищево. Здесь ополченцы дивизии возводили оборонительные укрепления и одновременно, изучая военное дело, готовились к боям. В ноябре 1941 в ходе оборонительных боёв подразделения дивизии перебрасывались и вводились в бой на отдельных участках фронта, там где возникала угроза прорыва. Тяжёлые бои прошли в районах Горки, Троицкое-Лыково. В январе 1942 года дивизия переброшена на Северо-Западный фронт в район Осташкова.
Приказом Заместителя Народного Комиссара Обороны СССР от 19 января 1942 года переформирована в 155-ю стрелковую дивизию.

## Подчинение
| Дата       | Фронт (округ)           | Армия | Корпус (группа) | Примечания |
| ---------- | ----------------------- | ----- | --------------- | ---------- |
| 01.11.1941 | Войска обороны Москвы   | -     | -               | -          |
| 01.12.1941 | Войска обороны Москвы   | -     | -               | -          |
| 01.01.1942 | Московская зона обороны | -     | -               | -          |

## Состав
- 5-й стрелковый полк,
- 6-й стрелковый полк,
- 7-й стрелковый полк,
- лёгкий артиллерийский полк,
- 266-й отдельный истребительно-противотанковый дивизион,
- миномётный дивизион,
- зенитная батарея,
- разведывательная рота,
- сапёрный батальон,
- отдельный батальон связи,
- медико-санитарный батальон,
- отдельная рота химзащиты,
- автотранспортная рота,
- дивизионный ветеринарный лазарет,
- 1507-я полевая почтовая станция[3][4].

## Командиры
- Гавилевский, Пётр Саввич, подполковник — (24 октября 1941 — 19 января 1942)

## Память
- Мемориальная доска по адресу Кутузовский проезд, 6[5]
- Памятный камень на Рубежном проезде в Крылатском [6]
- В честь дивизии назван Рубежный проезд в Москве[7]